# Église Saint-Martin de Beynes
L'église Saint-Martin est une église catholique située dans la commune de Beynes, dans le département des Yvelines, en France.

## Localisation

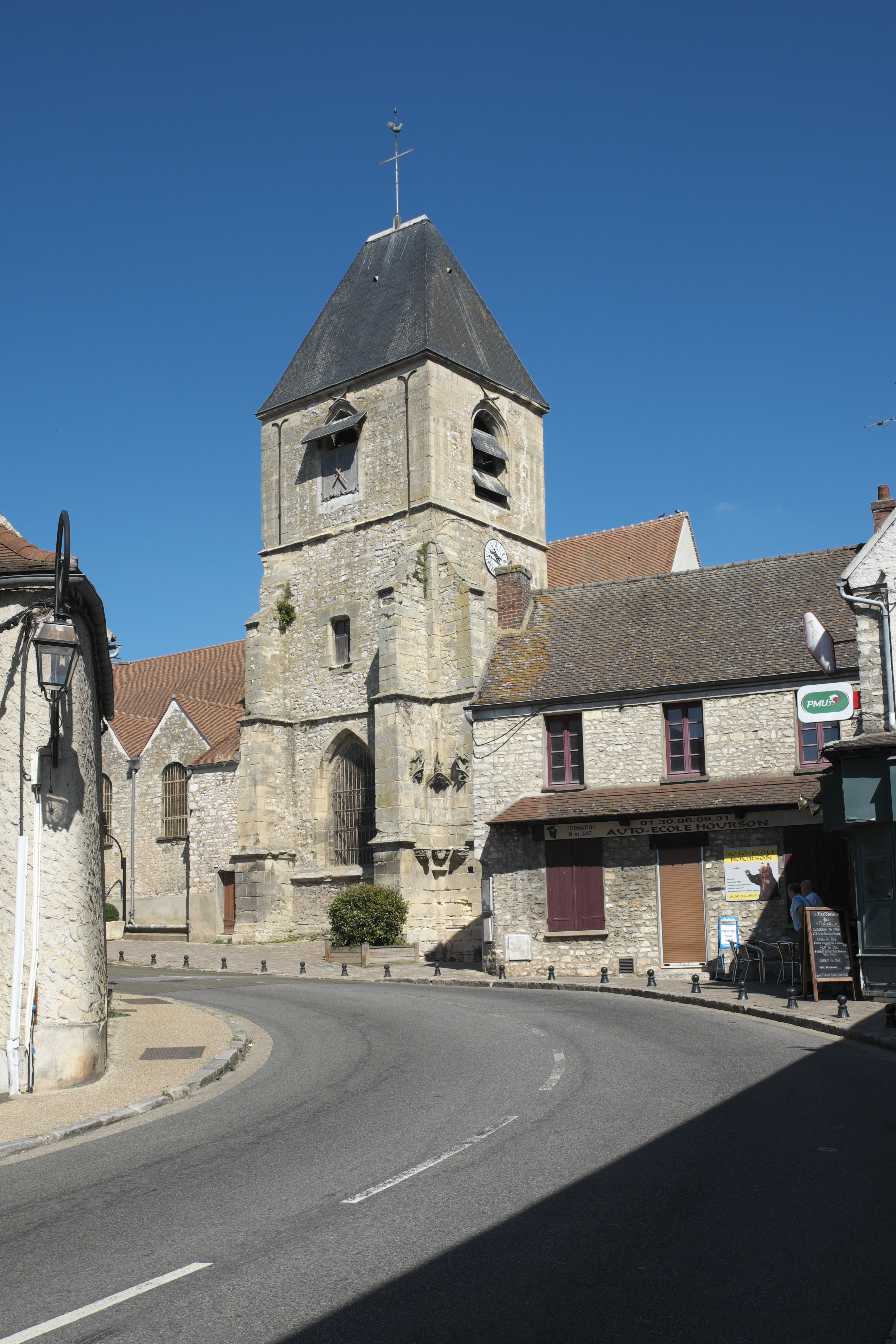
Beynes, église Saint-Martin.

L'église est située dans le centre de la commune.

## Historique

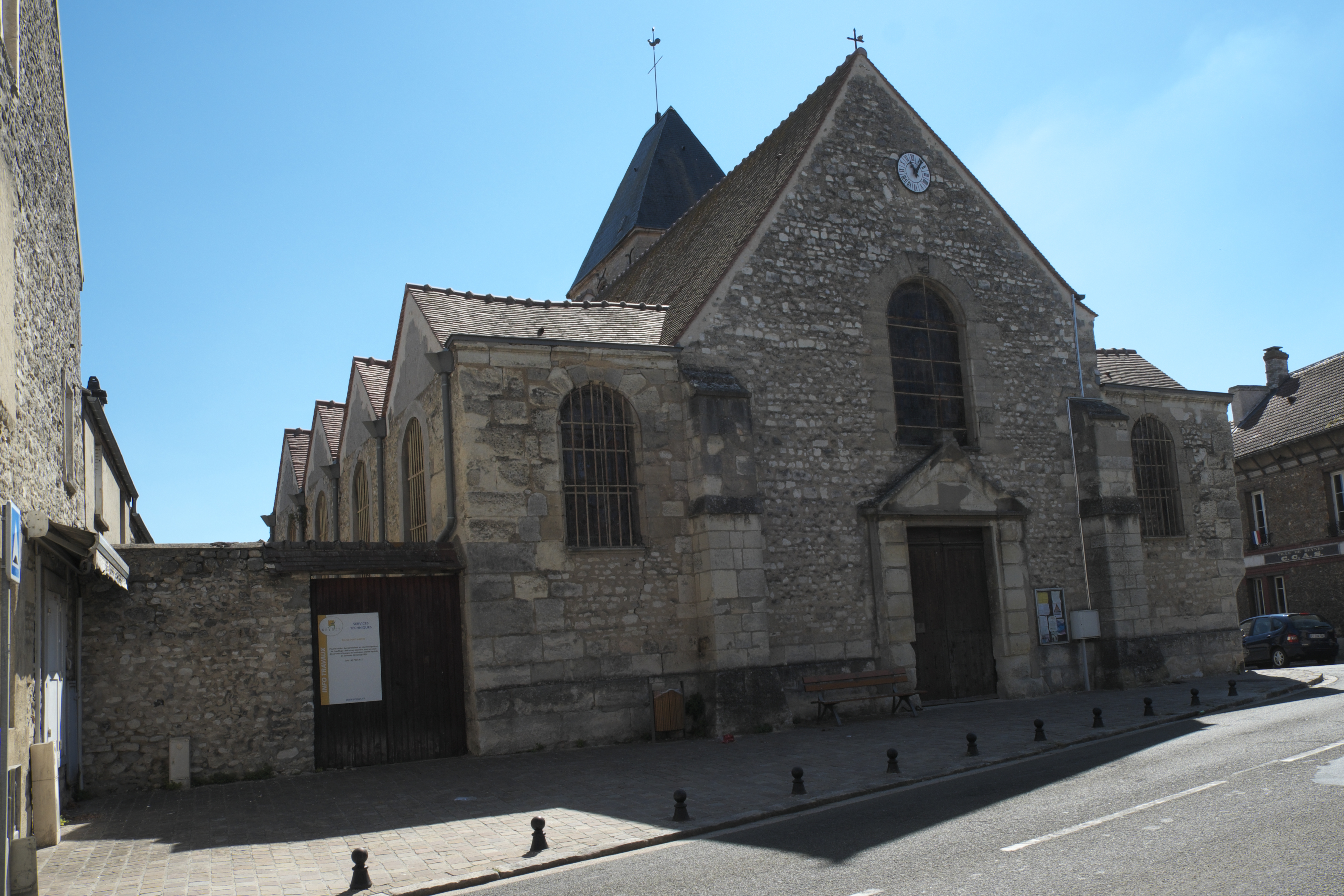
Beynes, église Saint-Martin.

Dès le VIIIe siècle, la terre de Beynes fut défrichée par les moines de l'abbaye de Saint-Germain-des-Prés, et ils y édifièrent un premier lieu de culte.
Le bâtiment actuel date du XIe siècle mais des travaux furent entrepris jusqu'au XVIIIe siècle. Le clocher date du XIIe siècle et du XVe siècle.
Elle semble avoir été en partie reconstruite en 1773, puis transformée entre 1830 et 1880.

## Description

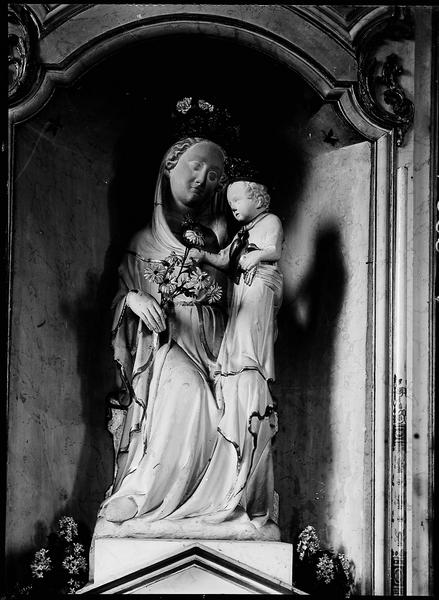
La Madone et l'Enfant.

La tour à base rectangulaire surmonte la chapelle sud, qui est la partie la plus ancienne de l'édifice : des chapiteaux du XIIe siècle se trouvent à la base du clocher.
Elle contient une Vierge à l'Enfant en pierre polychrome,.
Le retable qui surmonte l'autel du XVIIe siècle, date du XVIIIe siècle. Il est classé en 1907.